# Sparta (Missouri)
Sparta è un comune degli Stati Uniti d'America, situato nello Stato del Missouri, nella contea di Christian.